# BBK Electronics
 (octobre 2018).
Si vous disposez d'ouvrages ou d'articles de référence ou si vous connaissez des sites web de qualité traitant du thème abordé ici, merci de compléter l'article en donnant les références utiles à sa vérifiabilité et en les liant à la section « Notes et références ».
BBK Electronics Corporation (en chinois: 步步高 电子 工业 有限公司) est une multinationale chinoise spécialisée dans l'électronique, telle que les téléviseurs, les lecteurs MP3, les appareils photo numériques et les téléphones cellulaires. Elle commercialise des smartphones sous les marques Oppo, Realme, OnePlus et Vivo. Elle fabrique également des lecteurs Blu-ray, des casques et des amplificateurs pour casques sous la division Oppo Digital. Le siège et la base de production de BBK Electronics sont situés à Dongguan.

## Histoire
Au premier trimestre 2017, BBK Electronics a livré 56,7 millions de smartphones, dépassant Huawei et Apple pour devenir le deuxième plus grand fabricant de smartphones au monde, juste derrière Samsung.
En septembre 2017, BBK a dépassé Samsung pour devenir le plus grand vendeur de smartphones en Inde.
En septembre 2021, BK Electronics annonce la fusion des systèmes d'exploitations de  Oppo et de OnePlus, vers un système unifié avec quelques spécificités pour chaque marque.

## Recherche et Développement
BBK Electronics a annoncé son intention de plus que doubler ses dépenses de recherche et développement à 10 milliards de yuans (1, 022 milliard d'Euros) pour 2019 alors qu'elle se prépare à déployer des appareils pour la prochaine génération de réseau 5G.